# Cryptocephalus crassus
Cryptocephalus crassus is een keversoort uit de familie bladkevers (Chrysomelidae). De wetenschappelijke naam van de soort werd in 1791 gepubliceerd door G. A. Olivier.